# 16217 Peterbroughton
16217 Peterbroughton este un asteroid din centura principală de asteroizi.

## Descriere
16217 Peterbroughton este un asteroid din centura principală de asteroizi. A fost descoperit pe 28 februarie 2000 la Kitt Peak National Observatory în cadrul proiectului Spacewatch. Asteroidul prezintă o orbită caracterizată de o semiaxă mare de 2,56 ua, o excentricitate de 0,21 și o înclinație de 4,1° în raport cu ecliptica.